# Eckartsberg (Breisach am Rhein)

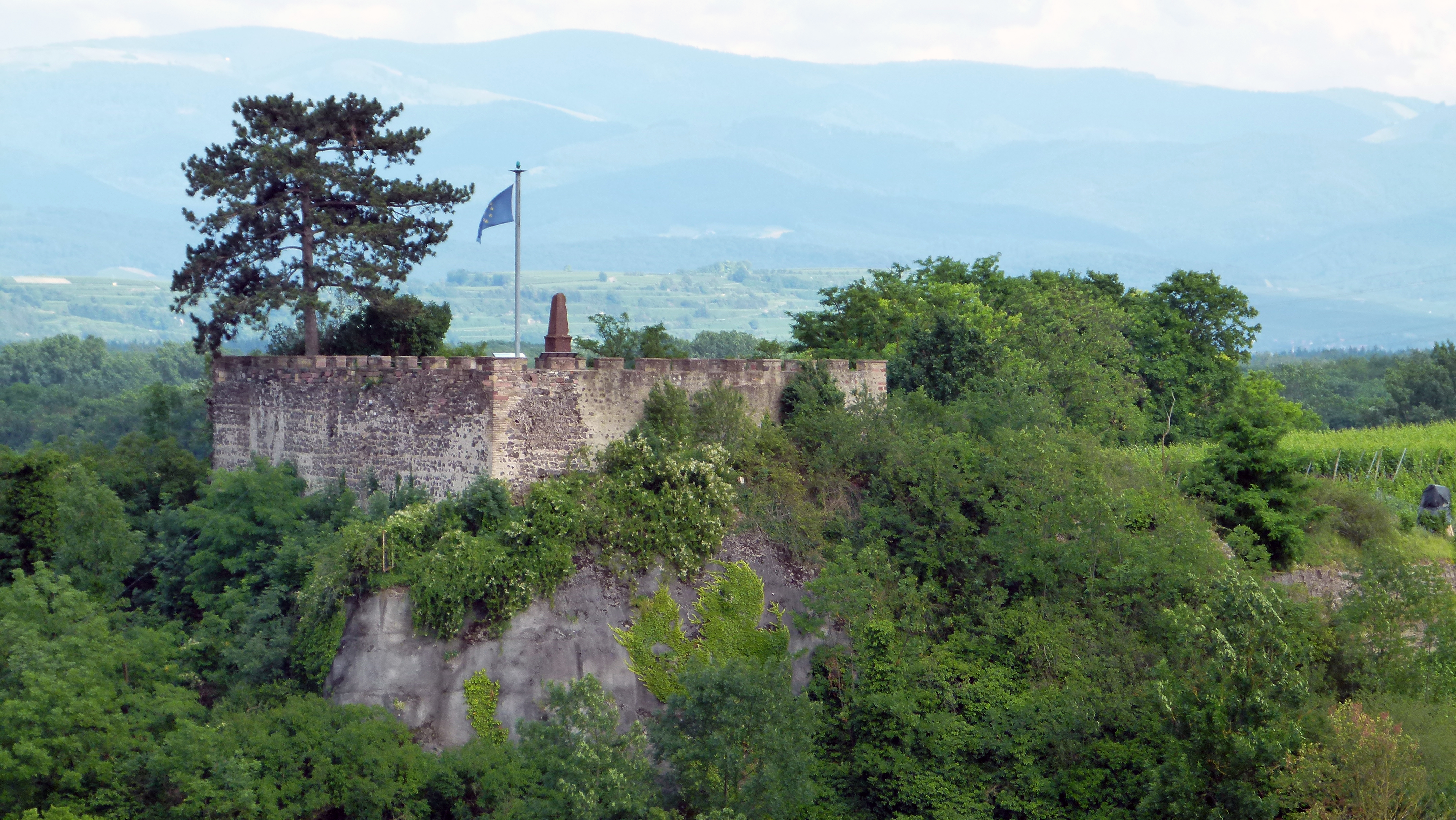
Blick vom Breisacher Münsterberg auf den Eckartsberg mit Obelisk und Europafahne (2012)

Der Eckartsberg ist ein kleiner Berg vulkanischen Ursprungs in der südbadischen Stadt Breisach. Um ihn ranken sich seit dem 5. Jahrhundert viele Heldengeschichten und Sagen.

## Lage
Der Eckartsberg erhebt sich südlich des Stadtkerns zur Höhe von 221,3 m ü. NHN und somit etwa knapp 50 m über das Niveau des Marktplatzes. Er hat einen ovalen Grundriss mit einer Nord-Süd-Ausdehnung von etwa 300 m und Ost-West-Ausdehnung von etwa 220 m. Der größte Teil des Berges ist mit Reben bepflanzt. Es führen zwei Zugänge auf die Höhe, ein Treppenaufgang am Ende der Straße Marienau und der asphaltierte „Artur-Uhl-Weg“, der auch als Zubringer zu den Weinbergen dient.

## Geschichte
Bereits im 4. Jahrhundert wird in der Harelungensage vom „Getreuen Eckehart“ berichtet, der hier eine Burg besessen haben soll. Die Sage berichtet, dass ein König Harelung in der Zeit des Hunnenkönigs Attila im 5. Jahrhundert über den Breisgau herrschte und seine Burg auf dem Breisacher Schlossberg hatte. Nach dem Tod von Harelung sorgte der „Getreue Eckehart“ für die Söhne Fritele und Imbreke, die reich an Schätzen und Ländereien waren, was beim Onkel Emanerich, Kaiser zu Rom, Neid erweckte. Als Eckehart erfuhr, dass Emanerich einen Raub der Schätze und Ländereien plante, verließ er seine Burg, um Proviant für die anstehende Belagerung seiner Burg zu besorgen. Doch bevor Eckehart zurückkam, hatte das Heer von Emanerich die Burg bereits erobert, die Königssöhne gehängt und den Schatz geraubt. Erst beim Abzug der kaiserlichen Truppen kehrte Eckehart zurück und tötete in seiner Wut und Enttäuschung bei einer Schlacht vor den Toren Breisachs eigenhändig 500 kaiserliche Soldaten, um anschließend selbst den Tod zu finden.
Im Jahre 939 wurde eine „Reichsburg“ auf dem Eckartsberg im Zusammenhang mit der Belagerung Breisachs durch König Otto I. erwähnt. Im Jahre 1139 war die erste urkundliche Erwähnung des Eckartsberges als mons Hechardis zu verzeichnen. 1185 trat Bischof Heinrich von Basel die Hälfte des Berges an König Heinrich VI. ab. Im 12. Jahrhundert kam es zur Auflage, dass nur Kaufleute und die Soldaten auf dem Eckartsberg wohnen sollten. Im Mittelalter lag der Eckartsberg außerhalb der Befestigungsmauern von Breisach. Im 14. Jahrhundert wurde der Eckartsberg in die Stadtbefestigung miteinbezogen. Einen Teil dieser Stadtmauer kann man auch heute noch auf der Westseite des Eckartsberges Im Zuge der Marienau sehen. Recht spät wurde der Eckartsberg unter Kaiser Maximilian Anfang des 16. Jahrhunderts befestigt. Im Dreißigjährigen Krieg wurde die Befestigung weiter ausgebaut.

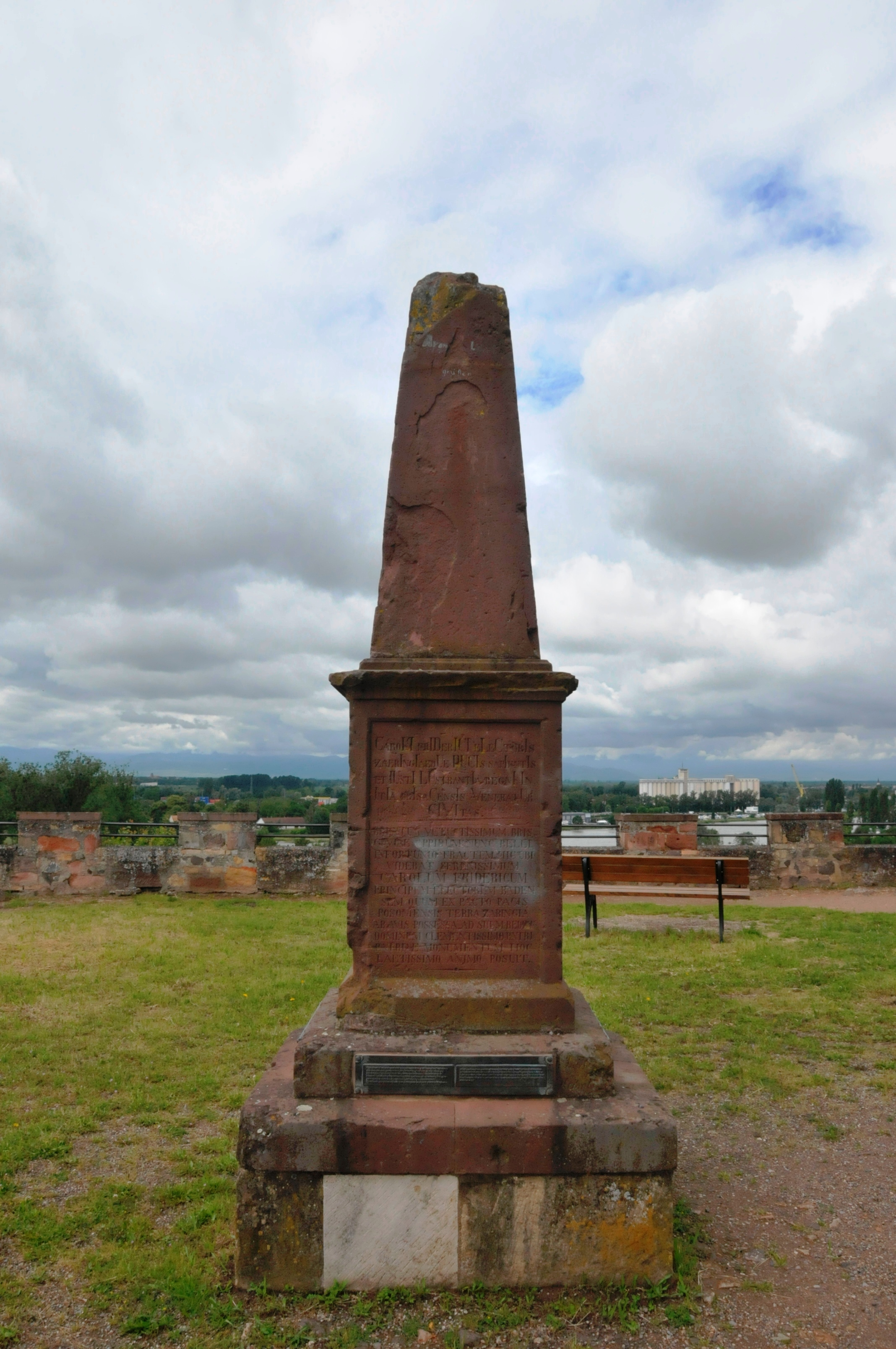
Obelisk (Juni 2016)

Der Eckartsberg lag etliche Jahre öde da und wurde stellenweise für den Kartoffelanbau genutzt. 1806 wurde auf der nördlich gelegenen Terrasse ein Denkmal mit einem Obelisken errichtet. Anlass war der Übergang Breisachs vom Herzogtum Modena an das neu geschaffene Kurfürstentum und spätere Großherzogtum Baden. Außerdem sollte das Denkmal an den damaligen Markgrafen Karl Friedrich von Baden erinnern, der am 24. August 1791 an dieser Stelle von städtischen Vertretern begrüßt wurde.
Auf dem Sockel des Obelisken befindet sich eine lateinische Inschrift in Versalien. Einige Buchstaben sind etwa doppelt so groß wie die anderen. Diese Buchstaben sind ein Chronogramm, sie ergeben als römische Zahlen gelesen die Summe 1806, das Jahr der Aufstellung. Der lateinische Text lautet in deutscher Übersetzung:
„Die Stadt Breisach gedenkt der erleuchteten Anfänge der Regierung des weisen und gerechten Carl Friedrich, Kurfürst und Herzog von Zähringen. Breisach, die älteste Stadt des Breisgaus und jetzt durch Kriegsunglück zerbrochen, setzte dieses Denkmal aus freudigstem Geiste dem gütigsten Vater des Vaterlands an der Stelle, wo sie den Durchlauchigsten Herrn, Markgraf Carl Friedrich von Baden sah, zu dem durch den Preßburger Frieden das von den Ahnen besessene Land Zähringen zurückkehrte.“
Ab 1815 wurden hier wieder Reben angepflanzt. 1856 wurde der Obelisk aus Anlass der Heirat von Großherzog Friedrich I. von Baden mit Luise von Preußen neu gestaltet.

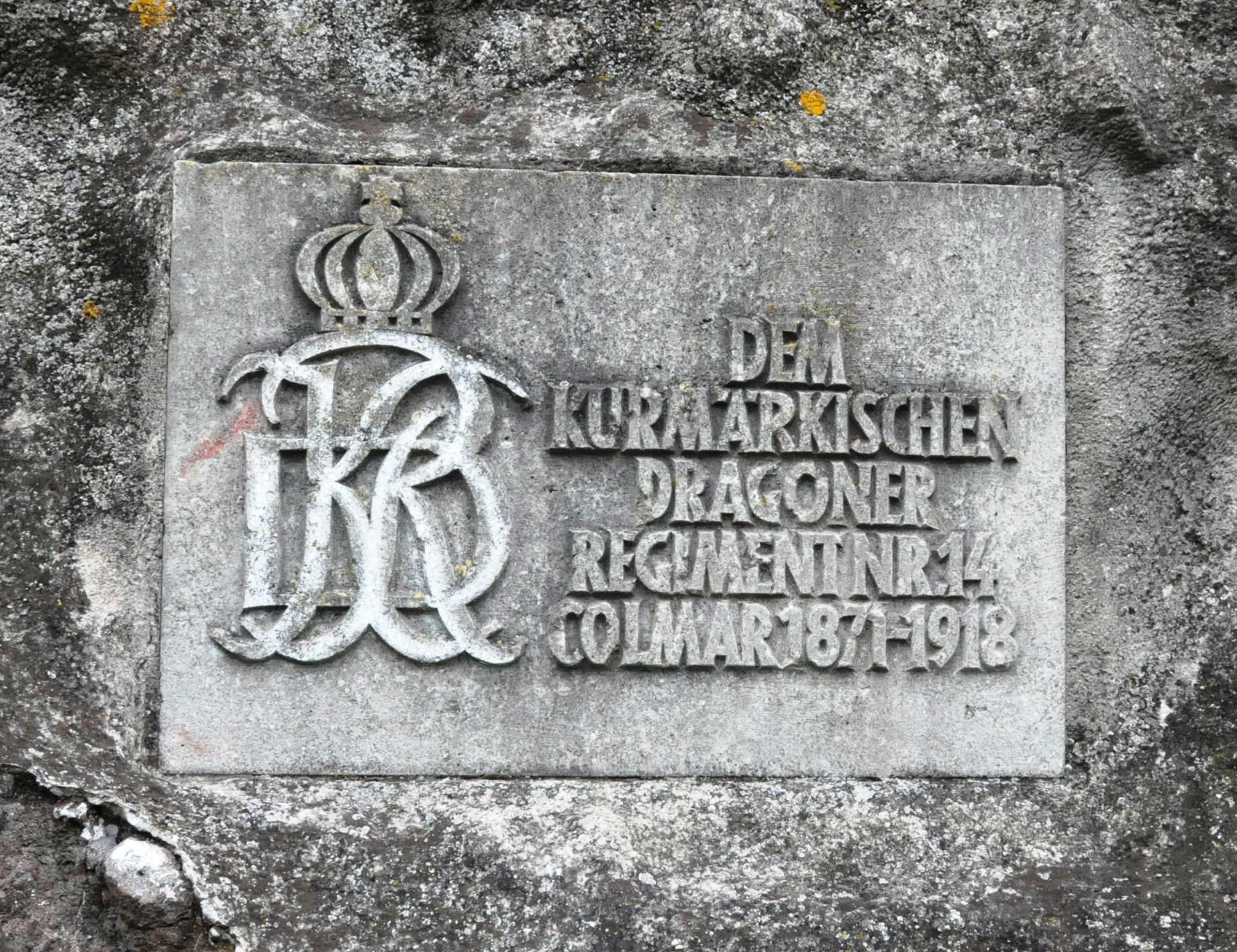
Gedenktafel an das 14. Kurmärkische Dragoner-Regiment

1929 wurde auf der Südseite des Eckartsberges ein 12 m hoher Obelisk errichtet, der nach einem Entwurf von Karl Gruber (1885–1966) geschaffen wurde. Der Obelisk sollte das zentrale Denkmal für das 14. Kurmärkische Dragoner-Regiment sein, das von 1871 bis 1918 in Colmar stationiert war. Nach schwerer Beschädigung im Zweiten Weltkrieg wurde er abgetragen. Der Freiburger Bildhauer Walter Schelenz (1903–1987) schuf eine Gedenktafel, die 1962 am oberen Hang des Eckartsberges eingeweiht wurde.

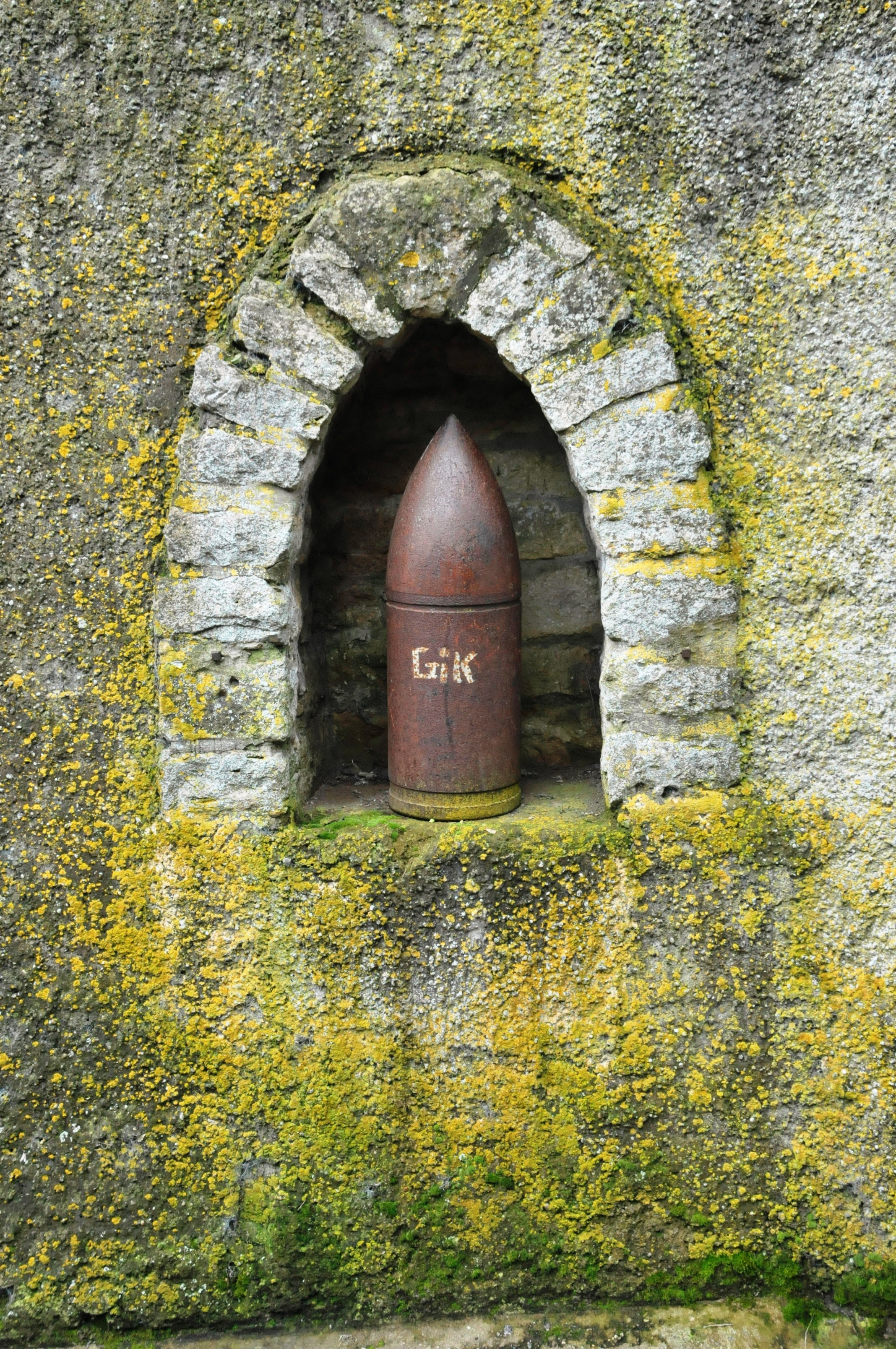
Granate in der Stützmauer im Artur-Uhl-Weg

Im Zweiten Weltkrieg wurde der Eckartsberg wieder militärisch genutzt. Er wurde durch Bunker und Stollensysteme befestigt. Ende des Krieges suchten dort die Breisacher Bürger Schutz vor Bomben- und Granatangriffen. An die fast vollständige Zerstörung Breisachs am 4. Februar 1945 erinnert eine Granate in einer Mauernische am Artur-Uhl-Weg. Nach dem Krieg wurden auf dem Berg wieder Reben angepflanzt. Heute mahnt auf dem Gipfel des Eckartsberges das 1951 installierte „Europalicht“ und die 1963 verliehene Europaflagge für den Frieden zwischen den Völkern.

## Impressionen

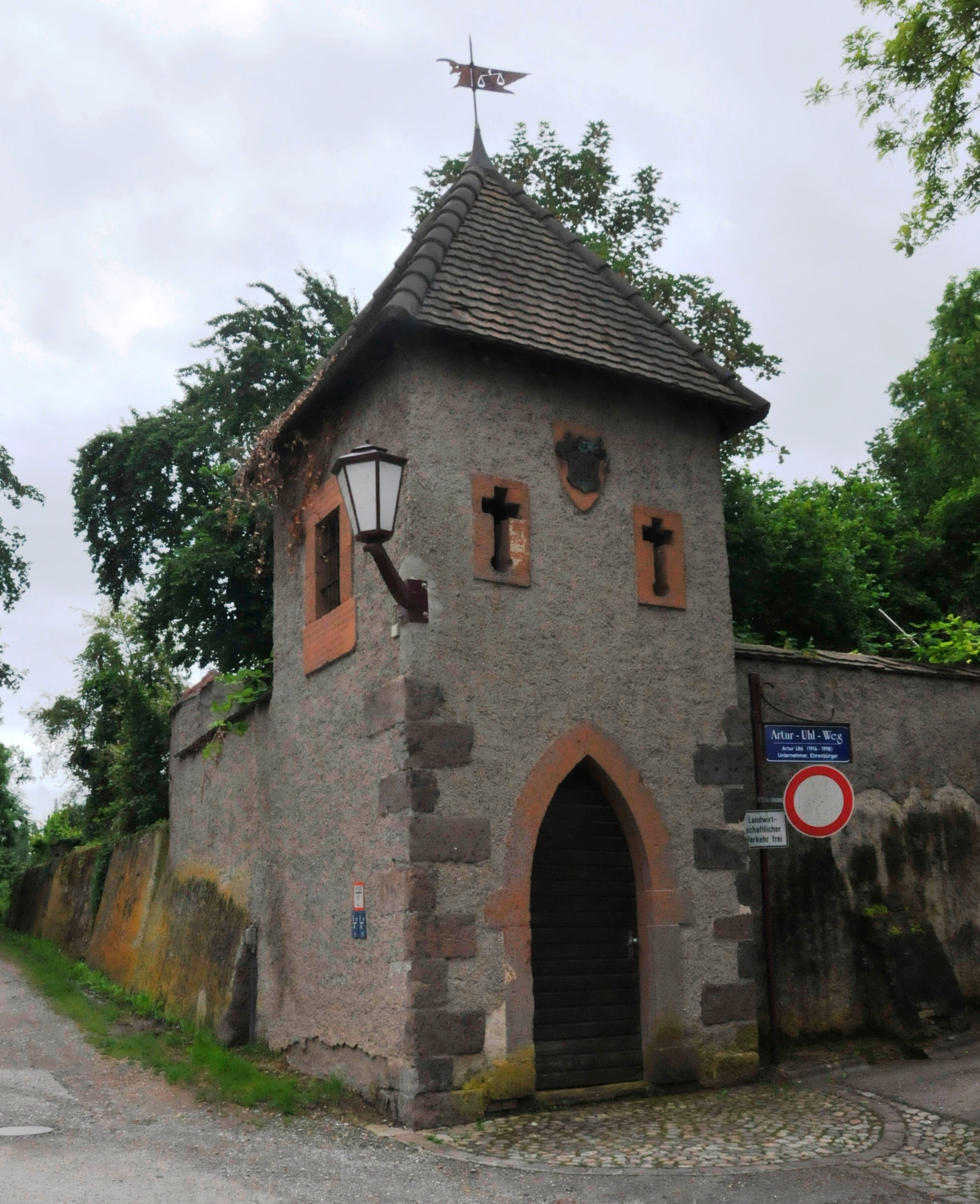
Artur-Uhl-Turm
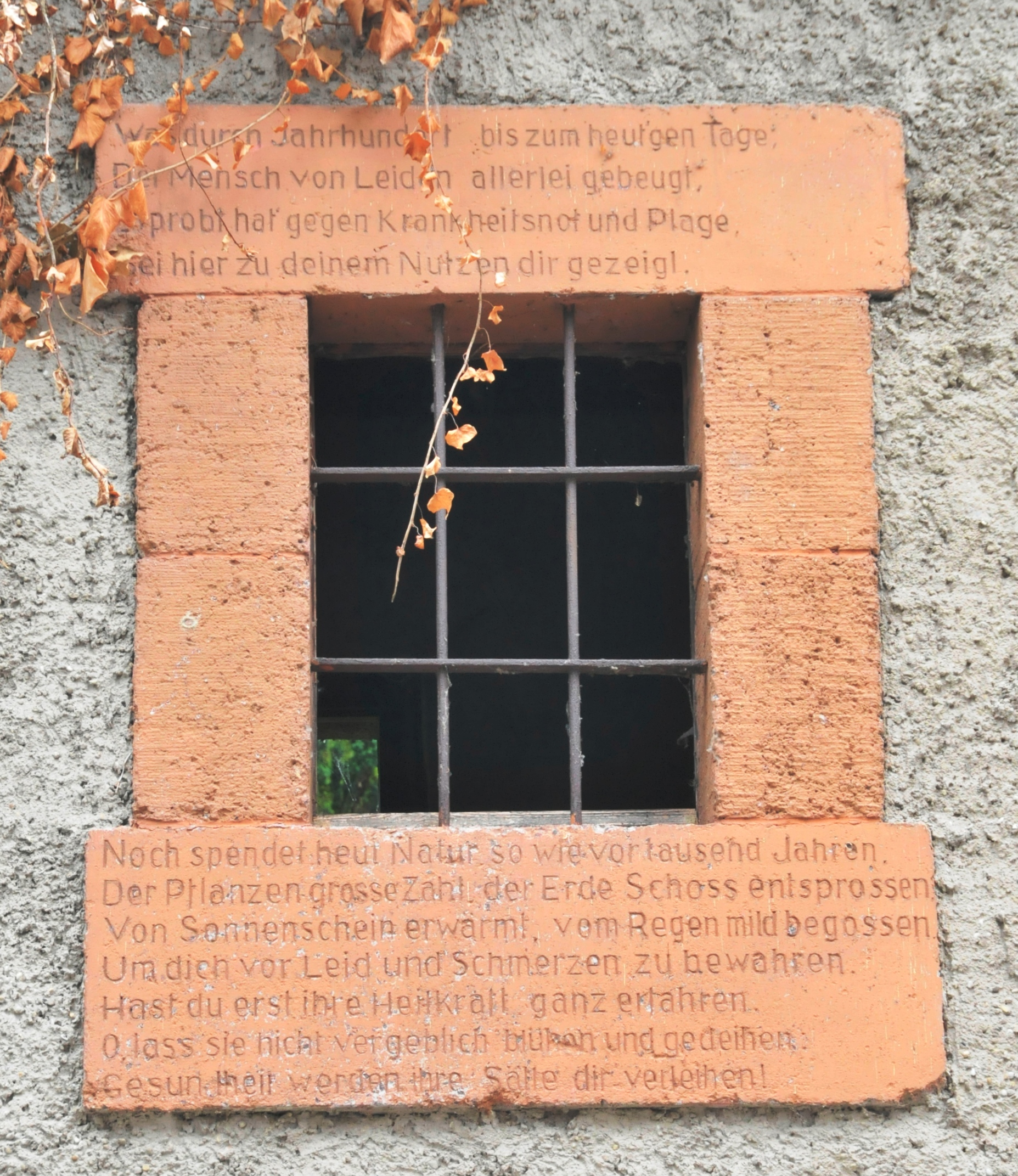
Fenster mit Beschriftung am Artur-Uhl-Turm